# یو چه یونگ
یو چه یونگ (کره‌ای: 유채영؛ ۲۲ سپتامبر ۱۹۷۳–۲۴ ژوئیه ۲۰۱۴) خواننده، بازیگر و مجری رادیویی اهل کره جنوبی بود. یو در اکتبر ۲۰۱۳ به سرطان مبتلا شد. او در ۲۴ ژوئیه ۲۰۱۴ بر اثر سرطان معده در سن ۴۰ سالگی درگذشت.

## اوایل زندگی
او با نام کیم سو جین (کره‌ای: 김수진) متولد شد و حرفه سرگرمی خود را در ۱۷ سالگی به عنوان بخشی از گروه پون‌سودول (푼수들) در سال ۱۹۸۹، زمانیکه هنوز دبیرستانی بود، آغاز کرد.